# Кузнецов, Алексей Иванович (Герой Советского Союза)
Алексей Иванович Кузнецов (1919—1985) — участник Великой Отечественной войны, помощник командира взвода управления батареи 507-го истребительно-противотанкового артиллерийского полка (5-я ударная армия, 1-й Белорусский фронт), старшина, Герой Советского Союза.

## Биография
Родился 15 сентября 1919 года в селе Ак-Шейх Новороссийской области Вооружённых сил Юга России (ныне посёлок городского типа Раздольное в Крыму), в семье рабочего. Русский.
Получил неполное среднее образование. Рано осиротел, беспризорничал. Евпаторийский отдел народного образования направил Алексея в школу-интернат.
Работал счетоводом в районной конторе связи села Раздольное.
В Красной Армии с 1939 года. Окончил школу младших командиров при гаубичном артиллерийском полку в 1940 году. Участник Великой Отечественной войны с 1941 года. Член ВКП(б)/КПСС с 1943 года.
Помощник командира взвода истребительно-противотанкового артиллерийского полка старшина Кузнецов 23 января 1945 года в районе населённого пункта Вильчин (Польша) вступил в рукопашный бой, уничтожил несколько гитлеровцев, спас командира батареи, попавшего в окружение. Также отличился при форсировании реки Одер 31 января этого же года и захвате плацдарма в районе населённого пункта Киниц (севернее города Зелов, Германия). Участвовал в отражении двенадцати вражеских контратак.
В 1946 году был демобилизован. Работал заведующим магазином в Новочеркасске Ростовской области.
Умер 9 июня 1985 года, похоронен в Новочеркасске.

## Награды
- Указом Президиума Верховного Совета СССР от 24 марта 1945 года за мужество, отвагу и героизм, проявленные в борьбе с немецко-фашистскими захватчиками, старшине Кузнецову Алексею Ивановичу присвоено звание Героя Советского Союза с вручением ордена Ленина и медали «Золотая Звезда» (№ 5623).
- Награждён орденами Ленина, Отечественной войны 1-й степени, Славы 3-й степени, медалями.

## Память
- В Новочеркасске, на доме где жил Герой, и в Евпатории, на здании детского дома где он воспитывался, установлены мемориальные доски.